# Boulevard Jules-Verne
Le boulevard Jules-Verne est une importante artère de Nantes, en France.

## Situation et accès
Situé à la limite des quartiers Nantes Erdre et Doulon - Bottière ce boulevard d'une longueur de près de 2 km, prend naissance au rond-point de Paris, dans le prolongement d'une ancienne portion de la « route de Paris », la rue du Général-Buat, et se termine rue du Pré-Hervé, immédiatement après le PN 311 qui assure la traversée de la ligne 1 du tramway et de la ligne de tram-train de Nantes à Châteaubriant.

## Origine du nom
Il rend hommage à Jules Verne, le plus célèbre des écrivains nantais.

## Historique
La « route de Paris », était naguère appelée le « haut chemin de Paris », par opposition au « bas chemin » qui lui passait par Richebourg et longeait la prairie de Mauves.
C'est au début du XXe siècle que commença réellement l'urbanisation des abords du boulevard, qui s'accompagna de l'implantation de quelques industries importantes :
- l'usine Batignolles-Châtillon en 1917, face à la ligne ferroviaire Nantes-Châteaubriant ;
- une chocolaterie au nom de la MGPA (« Manufacture Générale de Produits d’Alimentation ») en 1920, à l'angle de la rue Félix-Ménétrier, dont les bureaux sont repris dans les années 1950, par la société de conserve Saupiquet et l’usine par une charcuterie en gros « Tante Coline »[3].

En 1929, l'établissement d'enseignement privé Blanche-de-Castille, l'un des plus anciens lycées nantais, s'installe dans ses locaux actuels, au no 45 boulevard Jules-Verne.
Dans le courant des années 1930, le parc du Plessis-Tison est aménagé près du rond-point de Paris.
Cette importante ancienne portion de l'actuelle route de Paris, a pris sa dénomination actuelle à la suite d'une délibération du conseil municipal du 26 juin 1961.
En 1971, l'école primaire privée Notre-Dame des Batignolles y ouvre au 184.
Depuis octobre 2012, l'artère est desservie par la ligne de Chronobus C1, avec six arrêts : Haluchère-Batignolles, Platanes, Chocolaterie, Croissant, Plessis Tison et Rond-point de Paris.